# Équipe cycliste Foolad Mobarakeh Sepahan
L'équipe cycliste Foolad Mobarakeh Sepahan est une équipe cycliste iranienne, ayant eu le statut d'équipe continentale jusqu'en 2021.

## Foolad Mobarakeh Sepahan en 2021[1]
| Cycliste                        | Date de naissance | Nationalité | Équipe 2020                     |  |
| ------------------------------- | ----------------- | ----------- | ------------------------------- |  |
| Matin Bashiri                   | 11 avril 2001     | Iran        | Foolad Mobarakeh Sepahan        |  |
| Mahdi Bidramgorgabi             | 6 avril 2000      | Iran        | Foolad Mobarakeh Sepahan        |  |
| Mohamadesmail Chaichi Raghimi   | 27 octobre 1994   | Iran        | Foolad Mobarakeh Sepahan        |  |
| Davoad Foroughi                 | 4 décembre 1991   | Iran        | Foolad Mobarakeh Sepahan        |  |
| Mohammad Ganjkhanlou            | 4 juillet 1997    | Iran        | Foolad Mobarakeh Sepahan (2019) |  |
| Hamed Jannat                    | 2 novembre 1989   | Iran        | Foolad Mobarakeh Sepahan        |  |
| Mahdi Nateghi                   | 8 février 1987    | Iran        | Foolad Mobarakeh Sepahan        |  |
| Mirsamad Pourseyedi             | 15 octobre 1985   | Iran        | Foolad Mobarakeh Sepahan        |  |
| Mohammadhossein Raeisimobarakeh | 23 août 2001      | Iran        |                                 |  |
| Masoud Shaykhi                  | 2 juillet 1991    | Iran        | Foolad Mobarakeh Sepahan        |  |